# 창녕조씨 득성설화지
창녕조씨 득성설화지(昌寧曺氏 得姓說話址)은 대한민국 경상남도 창녕군 창녕읍에 있는 창녕 조씨 설화지이다. 2003년 4월 17일 경상남도의 기념물 제246호로 지정되었다.

## 개요
1760년대(영조대)에 만들어진「여지도서(輿地圖書)」 창녕조(昌寧條)와 1832년에 작성된 「경상도 읍지」창녕조, 그리고 1895년에 작성된「영남읍지」창녕조에 창녕 조씨(曺氏) 득성설화가 기록되어 있다. 그리고 1820년대에 제작된 것으로 보이는「신라선보(新羅璿譜)」(1912년 발간)의 진평여왕식조(眞平王女息條)에 선덕여왕(장녀)과 태종무열왕의 모친 천명부인(天明夫人(용춘(龍春)의 처(妻), 차녀))의 여동생(3녀)이 태사(太師) 조계룡(曺繼龍)에게 출가한 것으로 기록되어 있다. 이밖에,「창녕 조(曺)씨 대동보」「창녕 조(曺)씨 천성공파보」와「명미당문집(明美堂文集)」(이건창(李建昌) 저)에 실려 있는「창녕 조씨 영적비명」등에는 득성설화가 기재되어 있다.

## 현지 안내문
신라 진평왕(신라 제26대 재위 579-631)때 한림학사 이광옥의 딸 예향이 병을 고치기 위해 창녕 화왕산 정상의 못에서 목욕을 하였는데 그 후에 태기가 있었다.
꿈에 "그 아이는 용의 아들로 겨드랑이 밑에 조(曺)자가 있을 것"아러 하기에 태어난 아이를 살펴보니 과연 그대로였다. 왕이 이 소문을 듣고 직접 불러 확인해 보니 조(曺)자가 선명하므로 성을 조(曺)라 하고 이름을 계룡(繼龍)이라 하도록 하니 창녕조씨의 시조이다. 이 곳은 이러한 득성설화가 전해져 창녕조씨 득성비(得姓碑)와 용지(龍池) 3기가 기념물로 지정되었다. 득성설화는 1760년대(영조대)에 만들어진 <여지도설> 창녕조(昌寧條), 그리고 1895년에 작성된 <영남읍지> 창녕조 등에 기록되어 있다.
용지는 득성설화를 간직한 곳이며 득성비는 득성지라는 것을 알리기 위해 1897년(광무1년) 당시 경상남도 관찰사 조시영(曺始永)이 세웠다. 득성비는 길이 2.5m, 폭 1.46m의 자연석에 창녕조씨 득성지지(昌寧曺氏 得姓之地)라는 글이 새겨져 있다.

## 참고 자료
- 창녕조씨득성설화지 - 국가유산청 국가유산포털